# Ниортски Севр
Ниортски Севр (фр. Sèvre Niortaise) је река у Француској. Дуга је 158 km. Улива се у Атлантски океан. 